# تيتا أيدا
نيكي كالما، المعروفة باسم تيتا أيدا، ناشطة اجتماعية من سان فرانسيسكو، كاليفورنيا. وهي مدافعة منذ وقت طويل للوعي بفيروس نقص المناعة البشرية / الإيدز، لا سيما بين المجتمعات الأمريكية الآسيوية، وللمتحولين جنسياً.

## الاسم
شاركت نيكي كالما في تشكيل شخصية «تيتا أيدا» مع فرقة العمل الفلبينية المعنية بالإيدز لدورها كمدربة لمكافحة فيروس نقص المناعة البشرية / الإيدز. «تيتا» تعني «الأخت الكبيرة» بالهاوائية، وتعني «العمة» في التاغالوغية. «أيدا» هي إشارة إلى فيروس نقص المناعة البشرية / الإيدز.

## نشاطها
كانت تيتا أيدا حاسمة في التوعية بفيروس نقص المناعة المكتسبة / الإيدز في مجتمعات مثليي الجنس في آسيا والمحيط الهادئ (API) في أوائل التسعينات من خلال عملها مع مشروع الإيدز الآسيوي (المعروف الآن باسم المركز الصحي لآسيا والمحيط الهادئ) في منطقة خليج سان فرانسيسكو.

نشطت تيتا أيدا في العديد من مبادرات المتحولين جنسيًا في الولايات المتحدة.
 تشغل حالياً منصب المدير المساعد للصحة السلوكية والبرامج المجتمعية، حيث تشرف أيضًا على اتجاه ورؤية ترانس: ثرايف، وهو مركز في سان فرانسيسكو بولاية كاليفورنيا، يقوم بتلبية وخدمة مجتمع المتحولين جنسيًا في منطقة باي. تشرف على البرنامج والأنشطة والخدمات التي يقدمها البرنامج.

شاركت في حملة "I am Trans March" للمرحلة السنوية العاشرة في مارس 2013. كما ظهرت في أول PSA تم تطويره من قبل المجتمع الصحي لمجتمع جزر المحيط الهادئ الآسيوي واستهدافه كجزء من الاحتفال العشرين باليوم العالمي للإيدز 

كانت تيتا عايدة موضوعًا لفيلم 2012، تيتا: لا يزال حول، بإخراج إس. ليو تشيانج

## الأوسمة والجوائز
تم الاعتراف بتيتا عايدة من قبل المنظمات المختلفة وتم منحها الاعتراف بالجوائز التالية، جائزة جورج شوي كومينتي لعام 2003، جائزة كيد برايد أونسونغ هيرو، جائزة مركز قانون المتحولين جنسيًا لعام 2010 (جائزة كلير سكيفينجتون فانجارد)، جائزة جراسروت لمركز العافية في آسيا والمحيط الهادئ، وجائزة هارفي ميلك الديمقراطي للناشطين الديمقراطيين لعام 2014.

في أوائل عام 2015، تم ترشيح تيتا أيدا لمجموعة كبيرة من المارشال في سان فرانسيسكو برايد، ولكن لم يتم انتخابها. ومع ذلك، فقد تم اختيارها لتلقي جائزة تيدي ويتيرينجتون، وهي جائزة اختارها س. ف برايد وبواسطة مدينة سان فرانسيسكو الحالية، مع الاعتراف بالأفراد الذين ساهموا بمجموعة كبيرة من العمل لمجتمع LGBTQ.

## الانجازات
تيتا أيدا هي أيضًا عضوة في «سيدات آسيا SF».

أنتجت آسيا SF بالتعاون مع عالم من الإنتاج العجيب أول سلسلة أفلام وثائقية تم بثها في صيف عام 2015 على شبكة فيوز، والتي ضمت السيدات في آسيا SF. ظهرت تيتا في الحلقة الثالثة والأخيرة من الموسم الأول.